# Roestkniptor
De roestkniptor (Elater ferrugineus) is een keversoort uit de familie van de kniptorren (Elateridae). De wetenschappelijke naam van de soort is voor het eerst geldig gepubliceerd in 1758 door Linnaeus in de tiende editie van Systema naturae.